# Henk Vonk
Henk Vonk (* 4. März 1942 in Utrecht; † 17. Juni 2019) war ein niederländischer Fußballtrainer. Seit 1981 gehörte er dem FC Utrecht in verschiedensten Positionen an.

## Karriere
Bevor Vonk zum niederländischen Eredivisie-Vertreter kam, war er bereits im Utrechter Amateurfußball als Trainer aktiv und betreute unter anderem die dortige Landesauswahl. 1981 verpflichtete ihn schließlich der FCU als Jugendtrainer und er arbeitete nebenher als Scout für den Klub. 1988 wurde er unter dem damaligen Trainer Han Berger zum Assistenztrainer der ersten Mannschaft berufen. Unter Cees Loffeld und Ab Fafié betreute er weiter diese Stelle. Als Fafié 1993 den Cheftrainerposten hinterließ, wurde Vonk kurzzeitig als Interimstrainer eingesetzt. Unter Neutrainer Leo van Veen rückte er wieder in den Nachwuchsbereich des Klubs. Später arbeitete er erneut im Scouting-Bereich, war Video-Analytiker und beobachtete gegnerische Teams. Am 10. September 2006 wurde er für seine langjährige Arbeit im Verein vom damaligen Präsidenten Jan Willem van Dop und damaligen Trainer Foeke Booy geehrt.
Am 23. Dezember 2008 wurde bekannt, dass Vonk nach dem Rücktritt von Willem van Hanegem wieder die Eredivisiemannschaft übernehmen wird. Da ihm die nötigen Papier fehlten, wurde ihm das Utrecht-Urgestein Ton du Chatinier zur Seite gestellt. Fortan führen beide das Team als Trainerduo. Später rückte Vonk wieder weiter in den Hintergrund und überließ du Chatinier den Platz.